# Mary Anne Holmes
Marie Anne Holmes, né le 10 octobre 1773 à Dublin et mort le 10 mars 1805, est une poétesse et écrivaine irlandaise.

## Biographie
Marie Anne Emmet est née le 10 octobre 1773 à Dublin. Elle est l'un des quatre enfants survivants du docteur Robert Emmet, médecin de l'État de l'Irlande et d'Elizabeth Emmet (née Mason). Dans sa jeunesse, elle est remarquée pour son intelligence et était un érudit classique. Son père a loué son « bon caractère » et a bon espoir qu'elle fasse une bonne épouse. Tout comme ses frères, Robert et Thomas Addis, elle s'intéresse à la politique et est membre de milieux intellectuels libéraux. Elle correspond avec Margaret King au sujet de leur passion commune pour les écrits de Mary Wollstonecraft.
En 1793, un ami de la famille, William Drennan l'a décrite comme très distinguée mais lointaine. Il prédit son affinité avec l'avocat Robert Holmes, qu'elle a secrètement épousé le 21 septembre 1799 à la Dublin Unitarian Church. Le couple a eu au moins 4 enfants ; Drennan est présent à chaque naissance. L'un de leurs enfants est Elizabeth Emmet Lenox-Conyngham. Robert Holmes s'occupe des affaires juridiques de la famille Emmet pour un moment. Le couple vit avec ses parents à Casino, près de Milltown à Dublin. Holmes aide à élever les enfants de son frère Thomas Addis, après avoir été envoyé à Fort-George, Highland, en Écosse, pour son implication avec les United Irishmen. Pendant ce temps, les lettres de leur mère à Thomas Addis mentionne la dévotion de Mary Anne Holmes envers son mari, mais aussi sa santé délicate et une tendance à la déprime. Holmes est le seul enfant survivant encore en Irlande, elle a été un réconfort pour ses parents dans leur vieillesse. Son père est mort en 1802. Sa mère a failli mourir en 1803, au moment de l'arrestation et de l'exécution de son frère Robert. Certains prétendent que Holmes a essayé de récupérer le corps de son frère mais qu'elle a échoué,.
Après l'échec de l'insurrection de 1803, son mari est arrêté, mais elle est autorisée à passer environ une semaine avec lui. Il a longtemps été affirmé qu'elle s'est effondrée et est morte sur le pas de sa porte après sa libération en février 1804. En fait, elle avait donné naissance à un fils à la maison, à la suite de laquelle son état de santé s'est aggravée et son audition s'est également détériorée. Son fils, Hugh décède aussi plus tard. Elle a été suivie par Drennan, qui s'inquiète qu'elle puisse succomber à la tuberculose en décembre. Holmes meurt le 10 mars 1805. Elle est enterrée avec ses parents dans le cimetière de l'église Saint-Pierre, Aungier Street, à Dublin. Une légende dit que le corps de son frère Robert a été enterré avec elle en secret, mais cela n'est pas confirmé. Un portrait de Holmes par Thomas Hickey est conservé par la prison de Kilmainham.

## Poésie et écriture
Holmes a écrit en prose et en vers pour la Press, une publication associée à la Société des Irlandais unis. En 1799, elle est active, avec les membres de sa famille étendue, dans le mouvement opposé à l'union législative de l'Irlande au Royaume-Uni. La brochure An address to the people of Ireland lui est attribuée, mais on pense maintenant qu'elle a été écrite par Roger O'Connor.
Ses poèmes ont été inclus dans le livre de 1833 de sa fille The dream and other poems.